# Yoda (gang)
Pour les articles homonymes, voir Yoda (homonymie).
Les Yodas ou la Frappe à Yoda est un cartel de la drogue français originaire des quartiers nord de Marseille. Ils sont accusés de meurtres, d'assassinats commandités, de trafic de drogue et de kidnapping.

## Histoire
Créé en 2020, le clan Yoda composé de plus de 1000 membres a été baptisé en raison de peintures murales représentant le personnage Yoda de la saga Star Wars désignant certains de ses points de deal dans des cités de Marseille et de France.
Les Yodas sont essentiellement issus du centre et du nord de la ville (Les Carmes, La Joliette, Saint-Lazare, La Villette, Belle de Mai, Felix Pyat, Marignane, La Paternelle ect…) 

### Guerre de gang contre la DZ Mafia
En février 2023, dans une boîte de nuit en Thaïlande, située dans une station balnéaire du sud du pays, le Tic (Mehdi Abdelatif L le patron de la DZ Mafia) et le Chat (Félix Bingui) se retrouvent face à face. Au cours d’un échange houleux, l’un des caïds (Tic) reçoit plusieurs glaçons sur la tête en guise de provocation, déclenchant une bagarre générale se faisant sortir amoché par les vigiles de la boite de nuit. « Félix était alcoolisé et faisait le gros. Il a balancé un glaçon sur la tête de "Tic" et de là tout est parti en couille, ils ne se sont pas battus sur place mais depuis, ils se disputent les points de deal. » Raconte une petite main de la DZ sur procès-verbal.
Après cette altercation, une vendetta se met en place à la Paternelle mais aussi ailleurs dans des cités hébergeant des points de deal appartenant aux deux gangs. Plusieurs fusillades sont recensés quelques jours après cet évènement. Par exemple, le 10 février 2023, un jeune homme de 15 ans a été grièvement blessé par des tirs au fusil d'assaut à la cité de la Paternelle. La victime se trouvait près d'un point de vente de stupéfiants du quartier et faisait vraisemblablement le guet, lorsqu'elle a été fauchée par plusieurs balles aux alentours de 2 h du matin. Le premier mort de cette guerre est recensé le 15 février 2023, vers 1 h 40, lorsqu'un homme âgé de 17 ans, connu des services de police et membre de Yoda, est lynché par une trentaine de personnes dans la cité de la Paternelle, dans le 14e arrondissement de Marseille. Il décède de ses blessures quelques heures plus tard,. Le lendemain, un membre de la DZ Mafia est tué par balles à la cité des Micocouliers.

En 2023, cette guerre de gang a fait plus de 76 morts.

### Arrestation de Félix Bingui
Le chef présumé du gang Yoda s'appelle Félix Bingui. Il naît à Alès (Gard) d'un père centrafricain et d'une mère française. Il grandit dans le deuxième et le troisième arrondissement de Marseille et fait de la prison avant sa majorité avant de finir dans le trafic de stupéfiants. Recevant de grandes quantités d’armes issues des pays de l’est et organisant de grosses importations de drogues en provenance d’Amérique du Sud et du Maroc, Il devient chef associé du cartel baptisée Yoda. Félix Bingui gagne alors des sommes colossales à son apogée entre 2020 et 2024 et « dépenserait plus de 300 000 euros par semaine » dans diverses activités tels que l'immobilier ou l'entreprenariat aux Émirats arabes unis et ailleurs.
Alors que Félix Bingui fait l'objet d'une notice rouge Interpol délivrée par la France dans le cadre d'un mandat d'arrêt émis par les autorités françaises à l'été 2023 pour trafic de stupéfiants, les autorités marocaines travaillent en lien avec la Brigade nationale de recherche des fugitifs (BNRF) pour l'arrêter.
Le 8 mars 2024, Félix Bingui est arrêté à Casablanca, au Maroc. Pour Bruno Bartocetti, secrétaire national zone sud du syndicat de police Unité SGP-FO : « C'est un coup très dur qui a été donné à leur encontre. »
Le 22 janvier 2025, Félix Bingui est extradé du Maroc en France, où il est mis en examen.

## Membres

### Membres notables
| Nom                                      | Nationalité(s)       | Notes                          | Statut actuel            | Réf    |
| ---------------------------------------- | -------------------- | ------------------------------ | ------------------------ | ------ |
| Félix Bingui dit « le Chat » ou « Féfé » | Française            | Chef et fondateur du gang Yoda | En prison, mis en examen | ,      |
| Omar B. dit « Scar »                     | Française, marocaine | Beau-frère de Félix Bingui     | Assassiné en mai 2023    | [ 12 ] |